# Powiat de Cracovie
Le powiat de Cracovie (en polonais : Powiat krakowski) est un powiat de la voïvodie de Petite-Pologne, dans le sud de la Pologne. Il a été créé le 1er janvier 1999. Son siège est la ville de Cracovie, bien qu'elle ne soit pas sur son territoire. Il comprend cinq villes : Skawina, à 12 km au sud-ouest de Cracovie, Krzeszowice, à 24 km à l'ouest de Cracovie, Słomniki, à 24 km au nord-est de Cracovie, Skała, à 20 km au nord de Cracovie, et Świątniki Górne, à 15 km au sud de Cracovie.
Le powiat a une superficie de 1 229,62 km2. En 2006, il compte 244 970 habitants, dont 23 691 à Skawina, 9 942 à Krzeszowice, 4 331 à Słomniki, 3 693 à Skała, et 2 101 à Świątniki Górne.
Le powiat de Cracovie est limitrophe du powiat de Miechów au nord, du powiat de Proszowice et du powiat de Bochnia à l'est, du powiat de Wieliczka au sud-est, du powiat de Myślenice au sud, du powiat de Wadowice et du powiat de Chrzanów à l'ouest, et du powiat d'Olkusz au nord-ouest. Il entoure la ville-powiat de Cracovie sauf sur une partie de sa limite orientale (qui voisine avec le powiat de Wieliczka).

## Subdivisions administratives
Le powiat comprend 17 communes (gminy).
Cracovie est une ville district et ne fait pas partie du powiat dont elle est la capitale.
| Gmina                  | Type         | Superficie (km²) | Population (2006) | Chef-lieu       |
| Skawina                | urbain-rural | 100,2            | 41 445            | Skawina         |
| Krzeszowice            | urbain-rural | 139,4            | 31 418            | Krzeszowice     |
| Zabierzów              | rural        | 99,6             | 22 387            | Zabierzów       |
| Zielonki               | rural        | 48,4             | 15 740            | Zielonki        |
| Liszki                 | rural        | 72,0             | 15 636            | Liszki          |
| Słomniki               | urbain-rural | 111,4            | 13 589            | Słomniki        |
| Kocmyrzów-Luborzyca    | rural        | 82,5             | 13 199            | Luborzyca       |
| Czernichów             | rural        | 83,8             | 12 851            | Czernichów      |
| Mogilany               | rural        | 43,6             | 11 141            | Mogilany        |
| Jerzmanowice-Przeginia | rural        | 68,4             | 10 432            | Jerzmanowice    |
| Skała                  | urbain-rural | 74,3             | 9 635             | Skała           |
| Wielka Wieś            | rural        | 48,1             | 9 316             | Wielka Wieś     |
| Świątniki Górne        | urbain-rural | 20,2             | 8 619             | Świątniki Górne |
| Iwanowice              | rural        | 70,6             | 8 292             | Iwanowice       |
| Michałowice            | rural        | 51,3             | 7 729             | Michałowice     |
| Igołomia-Wawrzeńczyce  | rural        | 62,6             | 7 661             | Wawrzeńczyce    |
| Sułoszowa              | rural        | 53,4             | 5 880             | Sułoszowa       |